# 765 CCFL
A carreira 765 da Carris, transportadora coletiva municipal de Lisboa, Portugal, é simbolizada com a cor azul. e é uma carreira secundária na rede de transportes públicos da cidade de Lisboa. Tem os seus terminais no interface denominado Colégio Militar, situado junto do Centro Comercial Colombo e no Cemitério de Benfica.
Teve o seu início no dia 9 de Setembro de 2006, integrada na primeira fase da rede 7.

## Características

### Estação
Pontinha

### Material circulante
MAN 14-240 (série 2941-2960) Atomic Polis Midi

### Tipologia
Esta carreira é classificada como secundária pelo facto de assegurar uma ligação de proximidade, bastante curta, entre a zona residencial próxima do Cemitério de Benfica e um interface denominado Colégio Militar que permite a ligação com outras carreiras da rede da Carris, aos autocarros da Vimeca e da Rodoviária de Lisboa, bem como ao metropolitano.
Funciona apenas aos dias úteis entre as 06:20 e as 20:55, aproximadamente. Nos restantes períodos, a ligação ao Cemitério de Benfica encontra-se assegurada pelas carreiras 202, 724, e 767.

## Percurso

### Sentido Cemitério de Benfica
| código | paragem                       | ligação | ligação ML | ligação | outras ligações      |
| ------ | ----------------------------- | ------- | ---------- | ------- | -------------------- |
| 10833  | COLÉGIO MILITAR METROPOLITANO | [ 1 ]   |            |         | Rodoviária de Lisboa |
| 30001  | Hospital da Luz               | 729     |            |         |                      |
| 10916  | Quinta da Granja              |         |            |         |                      |
| 10910  | Estrada dos Arneiros          |         |            |         |                      |
| 13706  | Charquinho                    |         |            |         |                      |
| 13704  | Cemitério de Benfica          |         |            |         |                      |
| 13702  | Rua João Ortigão Ramos        |         |            |         |                      |
| 13701  | RUA JOÃO ORTIGÃO RAMOS        | [ 2 ]   |            |         |                      |

### Sentido Colégio Militar Metropolitano
| código | paragem                       | ligação | ligação ML | ligação | outras ligações      |
| ------ | ----------------------------- | ------- | ---------- | ------- | -------------------- |
| 13701  | RUA JOÃO ORTIGÃO RAMOS        | [ 2 ]   |            |         |                      |
| 13703  | Cemitério de Benfica          |         |            |         |                      |
| 13705  | Charquinho                    |         |            |         |                      |
| 10909  | Estrada dos Arneiros          |         |            |         |                      |
| 10917  | Quinta da Granja              |         |            |         |                      |
| 10833  | COLÉGIO MILITAR METROPOLITANO | [ 1 ]   |            |         | Rodoviária de Lisboa |

## Horário
Ficheiros em formato PDF
- Colégio Militar ML → Cemitério de Benfica
- Cemitério de Benfica → Colégio Militar ML